# Abraxas (album)
Az 1970-es Abraxas Carlos Santana második nagylemeze. Az albumra az igény az együttes woodstocki sikere után született meg. Az album zenéje a rock, a blues, a jazz, a salsa és más műfajok sajátosságait hordozza magában. A lemez meghatározta Santana korai karrierjének zenéjét, és fejlődést mutatott első albumukhoz képest.
Az abraxas kifejezés a gnoszticizmusból származik. A borítón Mati Klarwein 1961-es Annunciation műve látható.
Az Abraxas szerepel az 1001 lemez, amit hallanod kell, mielőtt meghalsz című könyvben. 2020-ban Minden idők 500 legjobb albuma listán 334. helyen szerepelt.

## Az album dalai
|    | Cím                           | Szerző(k)                          | Hossz |
| -- | ----------------------------- | ---------------------------------- | ----- |
| 1. | Singing Winds, Crying Beasts  | Mike Carabello                     | 4:51  |
| 2. | Black Magic Woman/Gypsy Queen | Peter Green/Szabó Gábor            | 5:19  |
| 3. | Oye Como Va                   | Tito Puente                        | 4:17  |
| 4. | Incident at Neshabur          | Alberto Gianquinto, Carlos Santana | 4:57  |
| 5. | Se a Cabo                     | José "Chepito" Areas               | 2:51  |
| 6. | Mother's Daughter             | Gregg Rolie                        | 4:26  |
| 7. | Samba Pa Ti                   | Santana                            | 4:45  |
| 8. | Hope You're Feeling Better    | Rolie                              | 4:11  |
| 9. | El Nicoya                     | Areas                              | 1:29  |

## Közreműködők
- Carlos Santana – gitár, vokál, producer
- Gregg Rolie – billentyűk, ének
- David Brown – basszusgitár, producer
- Michael Shrieve – dob
- José "Chepito" Areas – ütőhangszerek, konga, timbal
- Mike Carabello – ütőhangszerek, konga

### További zenészek
- Rico Reyes – ütőhangszerek, vokál
- Alberto Gianquinto – zongora az Incident at Neshabur-ön
- Steven Saphore – tabla
- Victor Gonzalez – basszusgitár

### Produkció
- Robert Venosa – művészi munka, grafikus design
- John Fiore – hangmérnök
- Mati Klarwein – illusztrációk

### Szerzők
Ernest Anthony Puente Jr "Tito" (IPI): 00025027420 Oye como va  T-070.160.611-2
Alberto Gianquinto (IPI 00036299954): Incident at Neshahur T-071.150.052-5
José Octavio Areas Dávila "Chepito" (IPI 00053150709): Se a cabo T-070.940.153-5, El Nicoya T-700.011.926-8
Peter Alan Green (Greenbaum) (IPI 00039856931) Black Magic Woman T-010.134.179-0
Szabó Gábor István (IPI 00030028832) Gipsy Queen (eredetileg Cigány királynő T-919.018.418-0)
Gregg Alan Rolie (IPI 00026541105): Mother's Daughter T-700.045.307-8
Gregg Alan Rolie: Hope You're Feeling Better  T-070.918.841-9
Carlos Santana (IPI 00053094983): Samba Pa Ti T-070.243.331-5

## Fordítás
- Ez a szócikk részben vagy egészben az Abraxas (album) című angol Wikipédia-szócikk ezen változatának fordításán alapul.  Az eredeti cikk szerkesztőit annak laptörténete sorolja fel. Ez a jelzés csupán a megfogalmazás eredetét és a szerzői jogokat jelzi, nem szolgál a cikkben szereplő információk forrásmegjelöléseként.